# Варшавская, Валентина Соломоновна
Валентина Соломоновна (Семёновна) Варшавская (5 декабря 1920, Екатеринослав, Екатеринославская губерния, УССР — 16 января 2008, Мурманск, Мурманская область, Россия) — заслуженный работник культуры РСФСР, директор Мурманского областного театра кукол с 1952 по 1978 год.

## Биография
Валентина Варшавская родилась 5 декабря 1920 года в Екатеринославе (ныне Днепр). На малой родине закончила музыкально-театральный техникум, хореографическое отделение при театральной студии.
С 1940 года — в составе труппы Днепропетровского оперного театра, с 1941 года работала санитаркой 406-го Никопольского передвижного госпиталя. С 1945 — артистка концертно-эстрадного бюро, с 1948 года актриса Ферганского областного русского драматического театра.
С 1949 года — заведующая музыкальной частью, художественный руководитель, а с 1952 года — директор Мурманского областного театра кукол. В конце 1950-х театр под её руководством впервые показал спектакль только для взрослых по пьесе «Чёрная мельница». Постановка врезалась в память современникам.
С 1978 года на пенсии. Скончалась 16 января 2008 года в Мурманске.

### Семья
Муж — Корнелий Александрович Баздеров, народный артист РСФСР.

## Награды
- Медаль «За доблестный труд в Великой Отечественной войне 1941—1945 гг.».
- Медаль «Ветеран труда».
- Заслуженный работник культуры РСФСР (1970 год).